# Заповеди любви
Заповеди любви — две заповеди, изложенные в Библии в Ветхом Завете и прокомментированные Иисусом Христом в Новом Завете. Как заповедь любви к Богу «и люби Господа, Бога твоего, всем сердцем твоим, и всею душею твоею и всеми силами твоими» (Втор. 6:5), так и заповедь любви к ближнему «и люби Господа, Бога твоего, всем сердцем твоим, и всею душею твоею и всеми силами твоими» (Втор. 6:5) присутствуют ещё в Пятикнижии Моисеевом, относительно как единоплеменников «не мсти и не имей злобы на сынов народа твоего; но люби ближнего твоего, как самого себя» (Лев. 19:18), так и в отношении чужаков «когда поселится пришлец в земле вашей, не притесняйте его. Пришлец, поселившийся у вас, да будет для вас то же, что туземец ваш; люби его, как себя; ибо и вы были пришельцами в земле Египетской» (Лев. 19:33, 34).
Особый смысл и значение эти заповеди принимают с приходом Христа. Новый Завет рассказывает, как законник-фарисей спросил Христа: «Какая первая из всех заповедей?», на что получил ответ от него «возлюби Господа Бога твоего всем сердцем твоим, и всею душою твоею, и всею крепостию, и всем разумением твоим. Сия есть первая и наибольшая заповедь. Вторая же подобная ей: Возлюби ближнего твоего, как самого себя. На сих двух заповедях утверждается весь закон и пророки» (Мф. 22:37—40).
Иоанн Златоуст в своём толковании заповеди Христа о любви писал: «Вот для чего учил Спаситель не только терпеливо сносить заушения, но и подставлять правую щеку, не только вместе с верхнею одеждою отдавать и нижнюю, но и две версты идти с тем, кто принуждает пройти одну!» Иоанн Кронштадтский предостерегал от узкого понимания слова «ближний», вспоминая притчу о добром самаритянине, в которой раскрывается этот момент: «Притчей об израненном разбойниками человеке и милосердом самарянине, принявшем в нём самое сердечное и деятельное участие, Господь показал, что ближним должно считать всякого человека, кто бы он ни был, будь он хоть враг наш, и особенно когда он нуждается в помощи».